# Sant Joan Baptista de Guiró

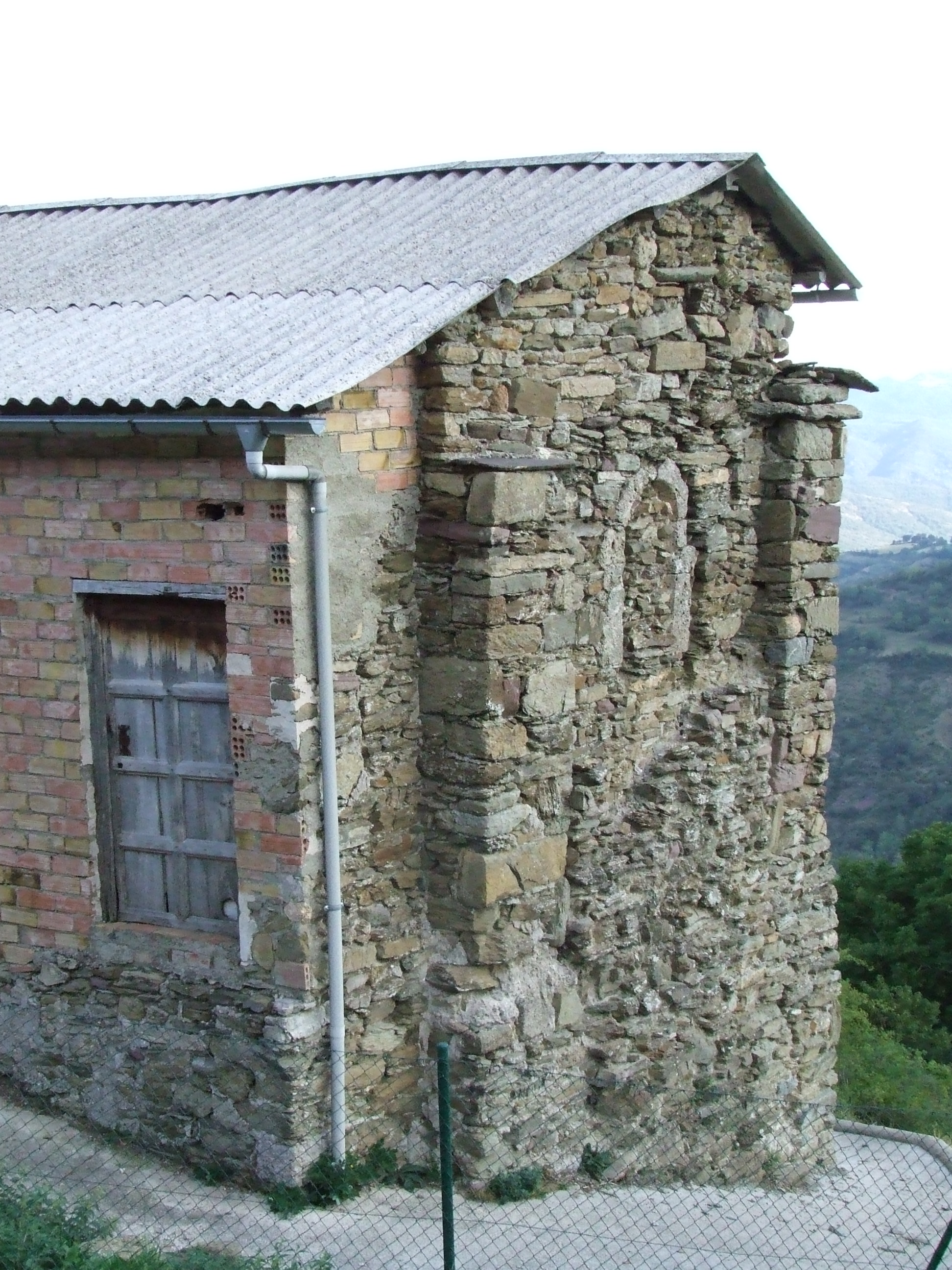
Sector més antic de l'església

Sant Joan Baptista de Guiró és en el terme municipal de la Torre de Cabdella a la comarca del Pallars Jussà, en el poble de Aguiró.
L'església de Sant Joan d'Idiro està documentada aparentment des del 986, però en uns documents falsos que en realitat pertanyen a la darreria del segle xi.
L'església actual, que presenta transformacions respecte de l'original, romànica, és d'una nau amb un petit campanar quadrat a l'angle nord-oriental. El temple actual apareix capgirat: l'entrada és a llevant, on degué haver-hi l'absis, i l'altar, a ponent, en el lloc que hauria de ser els peus de la nau. Darrere encara s'hi va afegir una sagristia.
El sostre de la nau és de mig punt, reforçat amb tres arcs torals. Tot això fa tot l'efecte de ser obra del segle xvii. Ara bé, mirant amb compte l'estranya sagristia que hi ha als peus de la nau, hom pot descobrir l'obra romànica subsistent de les moltes reformes que ha sofert: és la base d'un campanar quadrat, amb obra de la segona meitat del segle xi. Encara s'hi poden veure les lesenes que emmarcaven cadascun dels costats, així com els finestrals, tapiats. L'emplaçament de la nau devia ser al costat, on hi ha el cementiri del poble.